# Masumi Asano
Masumi Asano (浅野 真澄, Asano Masumi, Noshiro, 25 de agosto de 1977) é uma dubladora, afiliada da Aoni Production. É também conhecida pelo seu apelido, Masumin.

## Trabalhos

### Anime
2000
- Time Bokan 2000: Kaitou Kiramekiman (Totaru Fukuro)

2001
- Shingu: Secret of the Stellar Wars (Harumi Mineo)
- The SoulTaker (Kinuta Yuko)
- Earth Girl Arjuna (Enfermeira, balconista)
- A Little Snow Fairy Sugar (Saga Bergman)
- Hajime no Ippo (Akemi)
- Great Dangaioh (Hitomi Chidou)
- Detetive Conan (Sanae Takeuchi)

2002
- RahXephon (Michi Kumegi)
- Spiral: The Bonds of Reasoning (Hiyono Yuizaki)
- Rizelmine (Aoi Seimoto)
- Azumanga Daioh the Animation (Tomo Takino)
- Kikousennyo Rouran (Akidzuki Aoi)
- G-On Riders (Shinobu)
- Gravion (Sakayaki Kaori)
- Haibane Renmei (Shouta)
- Piano (Taeko)

2003
- Ikki Tousen (Hakufu Sonsaku)
- Air Master (Michiru Kawamoto)
- Naruto (Kyaru)
- D.N.Angel (Risa Harada)
- Popotan (Mai)
- E's Otherwise (Staff feminino B)
- Onegai Twins (Sagawa Akino)
- Full Metal Panic! Fumoffu (Garota B)
- Pokémon: Advanced Challenge (Claire)

2004
- Yumeria (Mizuki Agatsuma)
- Uta Kata (Manatsu Kuroki)
- Gravion Zwei (Sakayaki Kaori)
- Daphne in the Brilliant Blue (Gloria)
- Melody of Oblivion (Sayoko Tsukinomori)

2005
- Shakugan no Shana (Yukari Hirai)
- SoltyRei (Rose Anderson)
- Mahoraba (Megumi Momono)
- He is my master (Izumi Sawatari)

2006
- Otome wa Boku ni Koishiteru (Mariya Mikado)
- Tokimeki Memorial Only Love (Naomi Hoshina)
- High School Girls (Yuma Suzuki)
- Kashimashi: Girl Meets Girl (Ayuki Mari)

2007
- Hayate no Gotoku! (Risa Asakaze)
- Ikki Tousen: Dragon Destiny (Hakufu Sonsaku)
- Dōjin Work (Najimi Osana)
- Prism Ark (Princea)

2008
- Ikki Tousen: Great Guardians (Hakufu Sonsaku)
- Shigofumi (Chiaki)
- Monochrome Factor (Aya Suzuno)

2009
- Hayate no Gotoku!! (Risa Asakaze)
- One Piece (Marguerite)
- Kaidan Restaurant (Reiko Sakuma)
- Cross Game (Sawaguchi)
- Saki (Yasuko Fujita)

2010
- Strike Witches (Junko Takei)
- Ikki Tousen: Xtreme Xecutor (Hafuku Sonsaku)
- Tegami Bachi (Rose)

2011
- Yumekui Merry (Nao Horie)
- Blood-C (Yuuka Amino)
- Beelzebub (Agiel)

2012
- Sakura-sō no Pet na Kanojo (Ayano Iida)
- Hyouka (Ayako Kōchi)
- Hayate no Gotoku! CAN'T TAKE MY EYES OFF YOU (Risa Asakaze)
- Arashi no Yoru ni (Lala)
- Medaka Box (Isahaya do terceiro ano)
- Sket Dance (Kirishima)
- Oda Nobuna no Yabō (Hisahide Matsunaga, Tsuchida Gozen)
- Kyoukaisenjou no Horaizon (Fusae Era)

2013
- Love Live! (Mãe da Honoka Kōsaka)
- Tanken Driland (Haru)
- Aikatsu! (Saki Hashiba)
- Zettai Karen Children: The Unlimited (Oboro Kashiwagi)

### OVA
2003
- Eiken (Kirika Misono)
- A Little Snow Fairy Sugar - Tokubetsuhen (Saga Bergman)

2004
- Vulgar Ghost Daydream (Saiki Misaki)

2005
- Uta Kata (Manatsu Kuroki)

2009
- Kowarekake no Orgel (Flower)
- Hayate no Gotoku!! (Atsu ga natsui ze Mizugi-han!) (Risa Asakaze)

## Prêmios e indicações
- Ganhou o prêmio de Melhor Personalidade de Rádio no primeiro Seiyu Awards em 2007[2][3]